# Buphagidae

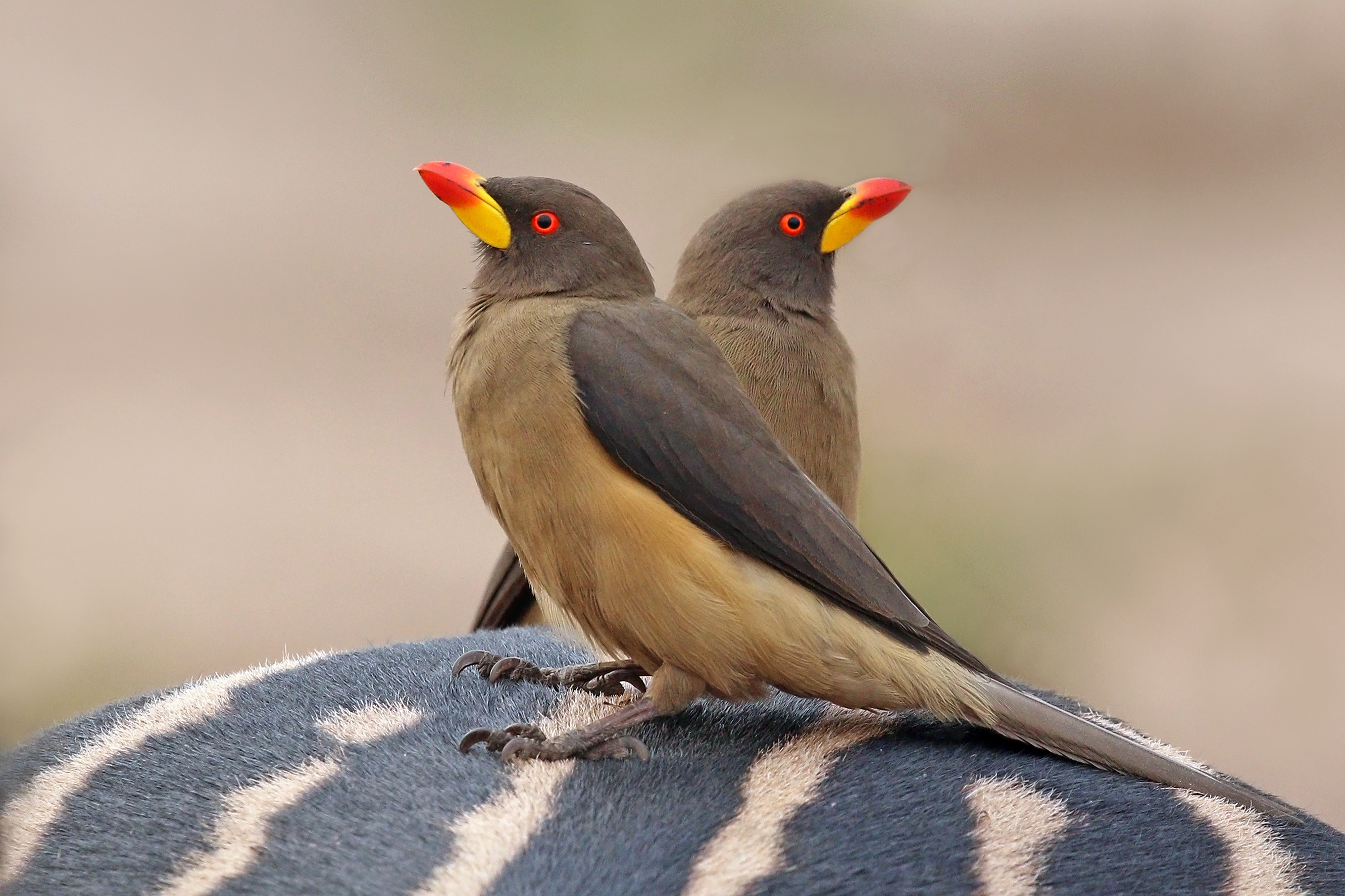
Pica-bois-de-bico-amarelo montados numa zebra.

A família dos Bufagídeos (Buphagidae, anteriormente Sturnidae, ordem Passeriformes) compreende duas espécies: o pica-boi-de-bico-amarelo (Buphagus africanus) e o pica-boi-de-bico-vermelho (Buphagus erythrorhynchus). São pássaros marrons com 20 cm de comprimento, com bicos robustos, caudas duras e garras afiadas que se atrelam ao gado e aos grandes animais de caça selvagens para remover carrapatos, moscas e larvas de seus couros. 
Quando alarmados, os pássaros sibilam, alertando seus hospedeiros para um possível perigo. Embora eles livrem animais de pragas, os pica-bois também bebem o sangue das feridas, que podem demorar a cicatrizar.